# 小池一弘
小池 一弘（こいけ かずひろ、1964年1月1日 - ）は、日本の経営者。
日本証券業協会入社、店頭登録審査業務担当し、約300社の上場審査を遂行。退職後、孫正義からの依頼を受け1号社員として入社、 NASDAQ・ジャパン・プランニング(株) ディレクターに就任。
首相、大蔵大臣など政府関係者・金融庁当局・地方自治体との調整やナスダック・ジャパン市場に関するパブリックスピーチを実施。その後、 クレディ・スイス・ファースト・ボストン証券東京支店　投資銀行本部ディレクター・トレイダーズ証券株式会社代表取締役社長CEO・ CMCマーケッツ株式会社日本法人代表取締役会長兼社長・ IG証券代表取締役社長CEOを歴任。
著書に押切もえとの対談形式の『はじめてのCFDトレード』（幻冬舎）がある。